# AC Juvenes/Dogana
AC Juvenes/Dogana – sanmaryński klub piłkarski z siedzibą w Doganie (Serravalle). Bierze udział w rozgrywkach Campionato Sammarinese. Klub powstał w 2000 roku po połączeniu SS Juvenes i GS Dogana. W sezonie 2007/2008 brał udział w sanmaryńskiej Campionato oraz we włoskiej lidze amatorskiej regionu Emilia-Romania. Drużyna czterokrotnie występowała w rozgrywkach Ligi Europy UEFA.

## Sukcesy
- Coppa Titano (9 razy):

SS Juvenes: 1965, 1968, 1976, 1978, 1984
GS Dogana: 1977, 1979
AC Juvenes/Dogana: 2009, 2011

## Europejskie puchary
Legenda do wszystkich tabel:
- Q – runda eliminacyjna, 1/16, 1/8, 1/4, 1/2 – odpowiednia faza rozgrywek, Grupa – runda grupowa, 1r gr – pierwsza runda grupowa, 2r gr – druga runda grupowa, F – finał, R – runda, PO – play-off
- k. – rzuty karne, los. – losowanie, Dogr. – dogrywka, w. – zasada bramek strzelonych na wyjeździe

| Sezon   | Rozgrywki   | Runda | Klub                  | Dom | Wyjazd | Dwumecz |
| ------- | ----------- | ----- | --------------------- | --- | ------ | ------- |
| 2008/09 | Puchar UEFA | 1Q    | Hapoel Tel Aviv       | 0–2 | 0–3    | 0–5     |
| 2009/10 | Liga Europy | 2Q    | Polonia Warszawa      | 0–1 | 0–4    | 0–5     |
| 2011/12 | Liga Europy | 2Q    | FK Rabotniczki Skopje | 0–1 | 0–3    | 0–4     |
| 2015/16 | Liga Europy | 1Q    | Brøndby IF            | 0–2 | 0–9    | 0–11    |